# Państwo Derwiszów
Państwo Derwiszów (somal. Daraawiish, arab. دولة الدراويش) – dwudziestowieczne, islamskie państwo na terenie Khaatumo, założone przez Muhammada Abdullaha Hassana, przywódcę religijnego, który zjednoczył bojowników Dhulbahante i utworzył armię zwaną Derwiszami. Siły te pozwoliły Hassanowi zająć dużą część terytoriów somalijskich sułtanatów, Cesarstwa Etiopii i europejskich imperiów kolonialnych oraz odeprzeć 4 brytyjskie wyprawy wojskowe. Podczas I wojny światowej, Państwo Derwiszów zostało uznane za sojuszników przez Imperium Osmańskie oraz Cesarstwo Niemieckie. Zbombardowanie, a następnie zajęcie stolicy islamskich separatystów – Taleex przez wojska brytyjskie 9 lutego 1920 położyło kres istnieniu tego kraju.